# Les tribulations d'un chinois en Chine
As atribulações de um chinês na China (no original, Les tribulations d'un chinois en Chine) é um romance de Júlio Verne, publicado pela primeira vez em 1879. É um romance ao estilo de outros romances de aventura (e não de ficção científica, género mais associado ao autor) de Júlio Verne, como por exemplo Cinco semanas em um balão e A volta ao mundo em 80 dias. Relata as aventuras de Kin-Fo, um chinês da classe alta, que está entediado com a vida, e depois de algum infortúnio nos negócios decide morrer.

## Resumo
Kin-Fo era um chinês abastado que morava em Xangai. O seu falecido pai deixara-lhe uma grandíssima fortuna, que ele investiu quase na sua totalidade em acções de um banco de São Francisco. Era um homem ainda jovem, mas que tinha uma vida aborrecida e sem emoções, pois possuía tudo o que queria desde que nascera, nunca lhe faltara nada e sentia-se infeliz por isso.
A história começa, quando Kin-Fo decide anunciar aos seus amigos que vai casar. Entre esse grupo, encontra-se um em particular, um filósofo, que era seu amigo desde tenra idade, Wang. Tinha então cinquenta e cinco anos, pertenceu a um grupo chinês de salteadores e assassinos, os Tai-Ping, quando ainda jovem, e nessa mesma altura quando era perseguido pelo regime abrigou-se na casa do pai de Kin-Fo, que o acolheu, sem querer saber do seu passado, e desde essa altura nunca mais voltou ao crime. Depois desse anúncio, os seus amigos e principalmente Wang, declararam que ele ainda não estava preparado para o casamento, teria ainda que passar por dificuldades e provações na vida, para poder dar verdadeiro valor à sua vida.
Quando Kin-Fo voltou para casa, recebeu uma carta do banco americano, onde tinha toda a sua fortuna investida, relatando que falira. Kin-Fo, desesperado, anulou o seu casamento com a sua noiva, Le-U, dirigiu-se à seguradora A Centenária, para fazer um seguro de vida, contra todos os riscos, incluindo suicídio.
Quando voltava para casa, sem dar conta, Kin-Fo era seguido por Fry e Craig, dois funcionários americanos de A Centenária, que tinham como função certificarem-se de que não aconteceria nada ao seu cliente, até à expiração do prazo de dois meses, pois fora o que Kin-Fo tinha conseguido pagar. Caso Kin-Fo morresse nesse prazo de tempo A Centenária teria de pagar a Leu-U 150 mil dólares e a Wang 50 mil dólares.
Kin-Fo chegado a casa, já às portas do suicídio com um veneno decide não o fazer, e propõe a Wang que o mate sem aviso e como quiser dentro do prazo de dois meses, para que possa viver os seus últimos dias com alguma emoção, para isso escreve em uma folha de papel uma autorização em que o possuidor de tal, poderá matar Kin-Fo sem qualquer problemas com a justiça.
Passados oito dias, Kin-Fo recebe outra carta do banco a dizer que a carta anterior era apenas um golpe, e que Kin-Fo para além de não ter ficado sem nada, a sua fortuna tinha quadruplicado.
Kin-Fo desistiu imediatamente da sua ideia de suicídio, e foi à procura de Wang para lhe explicar o sucedido, mas para sua grande surpresa este tinha desaparecido. Kin-Fo dirigiu-se à seguradora onde expôs a sua situação e assim com o auxilio de Fray e Cray foram procurar Wang. E aqui começam as atribulações.
Percorrendo vários pontos do vasto território chinês, procurando Wang, sem sucesso chegam a Pequim, onde Kin-Fo encontra a sua ex-noiva e a pede novamente em casamento. Entretanto Kin-Fo recebe uma carta de Wang comunicando que ele não era capaz de o matar e que iria acabar com a sua própria vida, mas deixara a carta de autorização com um antigo lider dos Tai-Ping, Shengdu, e que ele faria o seu trabalho antes da data limite e ainda receberia a parte do prémio da seguradora que seria dirigida a Wang.
Kin-Fo, aterrorizado, continua a sua procura mas agora no rastro de Shengdu, passando por vários perigos e peripécias, chegando até ao ponto de fugir de um navio em alto mar auxiliado por um fato especial, todo ele feito em borracha, que flutuava e com o auxilio de uma vela velejaram até encontrarem um navio de pesca que os salvou. Já no último dia do fim da data limite Kin-Fo chega a uma zona da muralha da China situada a norte do território chinês, na fronteira com o território Tai-Ping. Chegada a meia noite, os dois americanos despedem-se de Kin-Fo, pois a sua missão terminara e momentos depois Kin-Fo e o seu criado são raptados pelos Tai-Ping que os levam para local desconhecido e de olhos vendados onde os mantém por vários dias.
Para grande surpresa de Kin-Fo, quando lhe é retirada a venda dos olhos, vê o grupo de amigos do início desta história, incluindo Wang. Tudo não passava de uma grande partida, para que o seu amigo provasse o gosto de viver.